# Ян Рипка
Ян Рипка (на чешки: Jan Rypka, 28 май 1886 г., Кромержиж – 29 декември 1968 г., Прага) е изтъкнат чешки филолог, ориенталист, иранист и тюрколог. Изследовател е на класическата персийска и турска поезия. Член е на Академия за персийски език и литература, основател е на Института по ориенталистика в Прага.

## Произход и образование
Роден е в семейство на дребен търговец. Като дете се запознава с приказките от „Хиляда и една нощ“, които предизвикват у него интерес към културата на Ориента. След завършването на гимназията в Кромержиж продължава своето образование във Философския факултет на Виенския университет, където изучава ориенталистика при известни учени. През 1910 г. защитава дисертация, посветена на поемата „Голестан“ на персийския поет Саади. Получава докторската степен, но започва работа като консултант в една известна фирма за книгопечатане във Виена. След разпадането на Австро-Унгария се премества в подобна фирма в Прага. През 1921 г. постъпва на работа в Министерството на образованието на Прага. Тази позиция му позволява не само да провежда научните си изследвания, но и да получи финансова помощ за специализация в Истанбул. Там той прекарва повече от година, през която завързва професионални и приятелски отношения с турските учени.

## Изследователска работа

### Тюркология
След завръщането си от Истанбул продължава да работи в Министерството на образование, като същевременно подготвя хабилитационния си труд, посветен на турския поет Сабит (Sâbit Alâaddin Ali). Защитава го успешно през 1924 г. и получава разрешение да преподава (venium docendi) в Карловия университет по специалността „Турска и персийска литература“.
Следващите му изследвания са върху творчеството на турския поет Бакъ (Bâkî). Те са публикувани през 1926 г. в книгата „Báqí als Ghazeldichter“, която получава много положителни отзиви и се смята за едно от научните постижения на Рипка. През декември на 1927 г. Рипка получава мястото на адюнкт-професор в Карловия университет.

### Иранистика
Към края на 1920-те години Рипка проявява по-голям интерес към персийските поети. През този период основно се занимава с изучаването на поезията на Незами Ганджеви и подготвя голямо издание на неговата поема „Хафт пейкар“. Другата тема, по която работи, е творчеството на Фирдоуси. През есента на 1934 г. е поканен от иранското правителство да посети Техеран за празненствата по случай 1000-летната годишнина на поета. Остава в Иран в продължение на една година, през която пътува из страната и се запознава с живота на местните хора. Своите впечатления описва в книгата „Íránský poutník“.
След края на Втората световна война се концентрира върху творчеството на персийските средновековни поети Лабиби (لبیبی) и Фарохи (فرخی سیستانی). Заедно със своите сътрудници подготвя и през 1956 г. издава един високо оценен и преведен на много езици труд „История на персийска и таджикска литература“ („Dějiny perské a tádžické literatury“).

## Организационна работа
През 1920-те години е един от организаторите и първите членове на Института по ориенталистика в Прага. През началния период на съществуването на Института спомага съществено за неговото развитие. Основава и дава название на печатния орган на Института – „Archiv orientální“.
През 1939 г. става декан на Философския факултет на Карловия университет. След завършването на войната и освобождаването на Чехословакия участва в негово обновяване.

## Степени и награди
През 1952 г. става един от първите академици на Чехословашката академия на науките. Удостоен е с почетна докторска степен от Варшавския университет (1962 г.), Парижкия университет (1962 г.) и Техеранския университет (1963 г.). През 1956 г. е награден с Орден на Република Чехословакия.